# Tohouè
Tohouè est l'un des six arrondissements de la commune de Sèmè-Kpodji dans le département de l'Ouémé au Sud du Bénin.

## Géographie

### Localisation
Tohouè est situé au Sud-Est de la commune de Sèmè-Kpodji.
| Djèrègbè              | Commune d'Adjarra |         |
| Djèrègbè, Sèmè-Kpodji | Tohouè            | Nigéria |
| Sèmè-Kpodji           | Océan Atlantique  |         |

### Administration
Sur les 55 villages et quartiers de ville que compte la commune de Sèmè-Kpodji, l'arrondissement de Tohouè en groupe 10 villages que sont,: 
1. Ayokpo
2. Ahlomè
3. Kpoguidi
4. Dja
5. Tohouè
6. Kraké Daho
7. Glogbo
8. Glogbo Missèbo
9. Wégbégo–Adièmè
10. Hovilokpo

## Histoire
L'arrondissement de Tohouè est une subdivision administrative béninoise. Dans le cadre de la décentralisation au Bénin, Il devient officiellement un arrondissement de la commune de Sèmè-Kpodji le 27 mai 2013 après la délibération et adoption par l'Assemblée nationale du Bénin en sa séance du 15 février 2013 de la loi N° 2013-O5 du 15/02/2013 portant création, organisation, attributions et fonctionnement des unités administratives locales en République du Bénin.

## Démographie
Selon le recensement de la population de 2013 conduit par l'Institut national de la statistique et de l'analyse économique (INSAE), Tohouè compte 7383 ménages avec 32 310 habitants,.
| Indicateur           | 2013  |
| -------------------- | ----- |
| Nombre de ménages    | 7383  |
| Population masculine | 15618 |
| Population féminine  | 16692 |
| Population totale    | 32310 |

La population est composée de plusieurs ethnies et groupes socioculturels. Il s'agit notamment des Goun, les Xwla, les Tori, les Fon, les Yoruba, qui forment les groupes dominants. On y rencontre également quelques immigrants comme les Igbo venus du Nigéria pour des raisons commerciales.

## Économie
La population pour ses sources de revenus, mène des activités agricoles et la pêche